# 小行星8473
小行星8473是一颗围绕太阳公转的小行星。1984年9月21日，亨利·德波鸿诺在拉西拉天文台发现了此天体。
这颗小行星的绝对星等为279.9365005823979等。